# Sempron

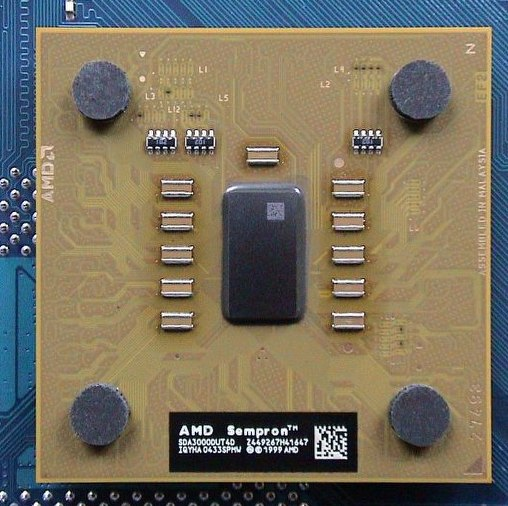
Socket-A Sempron 3000+

A Sempron név az AMD által használt kereskedelmi név, több belépőszintű processzor fut ilyen néven, különböző technológiákra épülve, különböző tokozással.
A Sempron cserélte le az AMD Duron processzorokat, és az Intel Celeron D processzorainak a riválisa.
Az AMD a Sempron nevet a latin semper szóból alakította ki, jelentése: mindig, mindennap. Ez arra utalt, hogy a Sempron processzorok a megfelelőek a mindennapi használatra.

## Sempron Socket A (1. generáció)
Az első Sempron processzorok az Athlon XP architektúrán alapultak, Thoroughbred vagy Thorton magot használva. Ezek a modellek SocketA foglalatúak voltak, 256 Kb másodszintű gyorsítótárral (L2) és 166-os (333-as) FSB-vel. A Thoroughbred magokban eredetileg 256Kb L2 tár volt, a Thorton-ban fizikailag már 512Kb. Ennek a fele le volt tiltva gyárilag, de a chipek többségénél a megfelelő átkötést végrehajtva mind az 512Kb használhatóvá vált. Később megjelent a Sempron 3000+, amely már Barton magon alapult, 512Kb cache-el, amelyet gyárilag engedélyeztek. A SocketA-ba illeszkedő Sempronok alapvetően átnevezett asztali AthlonXP processzorok.

## Sempron Socket 754 (2. generáció)
A második generáció (Paris és Palermo(Venice) mag) a Socket754-es Athlon64-en alapult. Az A64-ekhez képest végrehajtottak néhány változtatást: csökkentették a gyorsítótár méretét (128 vagy 256Kb L2), és a 64 bit támogatása hiányzott a korai példányokból.
Ezektől eltekintve, a Socket754-es Sempron processzorok képességeikben megegyeztek a sokkal erősebb Athlon64-esekkel, többek között az integrált memóriavezérlőben, a HyperTransport buszban és az AMD "NX bit" támogatásában.
2005 második felében az AMD kiadta a 64 bites Sempront. A szakújságírók ezeket az új chipeket Sempron64 néven kezdték emlegetni, ezzel megkülönböztetve őket az előző szériáktól. (az AMD hivatalosan NEM adott ki Sempron 64 processzort, az elnevezést a felhasználók teremtették)
Az AMD az olcsó 64 bites cpu-k kiadásával ki akarta bővíteni a 64 bites piacot, amely a Sempron 64 kiadásáig még mindig csak egy szűk réteg számára volt elérhető.

## Sempron Socket AM2 (4. generáció)
2006-ban az AMD kiadta az AM2 és S1 foglalatba illeszkedő Sempron processzorokat. Ezek alapvetően megegyeztek az előző szériával, a kétcsatornás DDR2 vezérlő kivételével, amel az egycsatornás DDR1 vezérlőt váltotta fel.
A standard verzió hőtermelése 62 watt maradt, ezzel szemben az új, energiatakarékos verzió 35W-al "fűtött". A Socket AM2-es kiadás nem igényli a minimális 1.1 V-ot a működéshez, amíg a Socket754-es Cool'n'Quiet-képes Sempronok igen.
2006-ban az AMD párhuzamosan árulta a Socket 754 és Socket AM2 foglaltú Sempron cpu-kat. 2007 közepén abbahagyták a 754-es verzió gyártását, és már csak AM2 és S1 foglalatú kapható.